# Архимедес
Математичко друштво „Архимедес“ је специјализовано математичко удружење са седиштем у Београду.
Архимедес је основан 1. октобра 1973. године и до 31. октобра 2008. носио је назив Клуб младих математичара „Архимедес“. Оснивач Архимедеса је Богољуб Маринковић са групом сарадника. Данас њиме руководи управни одбор од 11 чланова, директор је Богољуб Маринковић, а председник професор Математичког факултета Владимир Јанковић. У велики број активности друштва укључена је и Драгана Стошић-Миљковић.
Делатност друштва је усмерена ка математичком усавршавању ученика основних и средњих школе, њихових наставника и професора. За ученике се током школске године организује стална Архимедесова школа математичара, преко распуста се организују летње и зимске школе младих математичара. Осим тога Архимедес организује масовно математичко такмичење „Мислиша“. За ученике основних школа се ораганизује дописна математичка школа (4-6 разред) и дописна математичка олимпијада (7-8 разред). У организиацији Архимедеса је и Математички турнир, екипно првенство ученика у математици, које се организује преко 30 година једном годишње, пред крај школске године. За припрему талентованих ученика за међународна такмичења из математике у оквиру Архимедеса делује Олимпијска група. Такође, Архимедес организује учешће Београда на Међународним математичком турниру градова.
Архимедес организује Математичке трибине за наставнике математике (10 пута годишње), Математичке трибине за учитеље, Рачунарске трибине (по пет пута годишње). Осим тога, Архимедес организује специјализоване републичке семинаре за наставнике математике и за наставнике рачунарства и информатике. Ови семинари су акредитовани код Министарства просвете Србије и одржавају се једном годишње, у јануару. Осим поменутих редовних активности Архимедес организује и друге повремене активности са циљем популаризовања математике.
Архимедес има развијену издавачку делатност са укупним тиражем од преко 2,2 милиона публикација од свога оснивања до краја 2008. године. Архимедес у својим просторијама има специјализовану математичку библиотеку са преко 26 хиљада књига и 5 400 примерака часописа.
Кроз историју друштва, међу његовим предавачима били су: Ђуро Курепа, Слободан Аљанчић, Татомир Анђелић, Драгослав Митриновић, Славиша Прешић, Драган Трифуновић, Милосав Марјановић.